# Efeito Raman
O efeito Raman descreve o fenômeno de espalhamento inelástico da luz através da matéria. Foi predito teoricamente em 1923 por A. Smekal. No entanto, a observação e interpretação correta foi feita pela primeira vez por C. V. Raman e K.S. Krishnan também em 1923, na Índia. Independente e simultaneamente na Rússia, Grigory Landsberg e Leonid Mandelstam deram contribuições semelhantes, porém trabalhando com quartzo.

## História
A dispersão Raman ou o efeito Raman é a dispersão inelástica dos fótons pela matéria, o que significa que há uma troca de energia e uma mudança na direção da luz. Normalmente, isso envolve a energia vibracional sendo obtida por uma molécula à medida que os fótons incidentes de um laser visível são deslocados para uma energia mais baixa. Isso é chamado de dispersão normal de Stokes Raman. O efeito é explorado por químicos e físicos para obter informações sobre materiais para uma variedade de propósitos, realizando várias formas de espectroscopia Raman. Muitas outras variantes da espectroscopia Raman permitem que a energia rotacional seja examinada (se forem usadas amostras de gás) e os níveis de energia eletrônica podem ser examinados se uma fonte de raios-X for usada além de outras possibilidades. São conhecidas técnicas mais complexas envolvendo lasers pulsados, múltiplos raios laser e assim por diante.
A luz tem uma certa probabilidade de ser espalhada por um material. Quando os fótons são dispersos, a maioria deles é elasticamente dispersa (espalhamento Rayleigh), de modo que os fótons dispersos têm a mesma energia (frequência, comprimento de onda e cor) que os fótons incidentes, mas com direção diferente. A dispersão de Rayleigh geralmente tem uma intensidade na faixa de 0,1% a 0,01% em relação à de uma fonte de radiação. Uma fração ainda menor dos fótons dispersos (aproximadamente 1 em 10 milhões) pode ser dispersada inelasticamente, com os fótons dispersos tendo uma energia diferente (geralmente menor) daquela dos fótons incidentes - esses são fótons dispersos Raman. Por causa da conservação de energia, o material ganha ou perde energia no processo.
A dispersão de Rayleigh foi descoberta e explicada no século XIX. O efeito Raman mais fraco recebeu o nome do cientista indiano Chandrasekhara Venkata Raman, que o descobriu em 1928 com a ajuda de seu aluno K. S. Krishnan. Raman recebeu o prêmio Nobel de Física em 1930 por sua descoberta, embora Grigory Landsberg e Leonid Mandelstam observassem o efeito em cristais no mesmo ano que Raman. O efeito havia sido previsto teoricamente por Adolf Smekal em 1923.

## Instrumentação
A espectroscopia Raman moderna quase sempre envolve o uso de lasers como fonte de luz. Como os lasers foram desenvolvidos cerca de três décadas após a descoberta do efeito, Raman e Krishnan usaram uma lâmpada de vapor de mercúrio e placas fotográficas para registrar espectros. Os espectros iniciais demoravam horas ou até dias para serem registrados devido ao uso de fontes de luz fracas, baixa sensibilidade dos detectores e seções fracas de dispersão Raman da maioria dos materiais. Os detectores modernos mais comuns são dispositivos de carga acoplada (CCDs). Matrizes de fotodiodos e tubos fotomultiplicadores eram comuns antes da adoção dos CCDs.

## Aplicações
A espectroscopia Raman emprega o efeito Raman para análise de substâncias. O espectro da luz espalhada por Raman depende dos constituintes moleculares presentes e de seu estado, permitindo que o espectro seja usado para identificação e análise de materiais. A espectroscopia Raman é usada para analisar uma ampla gama de materiais, incluindo gases, líquidos e sólidos. Materiais altamente complexos, como, solos, carvão (biochar), organismos biológicos e tecido humano, também podem ser analisados por espectroscopia Raman.